# Абилкадирова, Айгерим Жанатовна
Айгерим Жанатовна Абилкадирова (род. 2 февраля 1996; Акмола, Казахстан) — профессиональный спортсмен, фотомодель, актриса, первая и единственная чемпионка мира по грэпплингу в Казахстане (2018). Чемпионка Азии по дзюдо (2011), 11-кратная чемпионка Республики Казахстан (2008—2018), победитель и призёр ряда международных турниров.

## Биография
Родилась 2 февраля 1996 года. Происходит из подрода Темеш рода куандык племени аргын.
Начала заниматься спортом (дзюдо) с 5 лет. С 2005 года участвовала в различных республиканских турнирах, становилась чемпионом и призёром. С 2012 года начала представлять Казахстан на мировой арене в составе национальной сборной Казахстана по дзюдо. С 2018 года вошла в национальную сборную Казахстана по грэпплингу. В том же 2018 году стала первой и единственной чемпионкой мира из Казахстана в истории грэпплинга. В 2018 году начала пробовать себя в качестве модели и актрисы. Снялась в рекламном ролике печенья «Причуда», сыграла главную роль в казахстанском художественном фильме «Сезім Сыры» (Тайна чувства), в 2020 году снялась для мирового бренда «Garnier» в Праге. В 2019 году открыла показ моды дизайнера Лидии Исмагуловой, а также участвовала в различных фотосессиях, рекламных и музыкальных роликах.

### Семья
- Отец — Абилкадиров, Жанат Сейлбекович.
- Мать — Абилкадирова, Гулим Кайдаровна.

## Награды и премии
Первая и единственная чемпионка мира по грэпплингу в Казахстане — 9 ноября 2018 года. Казахстан (Астана)
- Чемпионка Азии по дзюдо — 2011 год. Ливан, Бейрут
- 11-кратная чемпионка Республики Казахстан в 2008—2018 годах.
- Бронзовый призёр Кубка Европы — 2012 год. Чехия, Теплице
- Серебряный призёр Кубка Европы — 2012 год. Румыния , Питешти
- Бронзовый призёр чемпионата Азии — 2012 год. Китай, Ханьянь
- Серебряный призёр Кубка Европы — 2013 год. Турция, Анталья
- Победитель Международного турнира — 2013 год. Испания, Малага
- Серебряный призёр чемпионата Азии — 2013 год. Тайвань, Тайбэй
- Серебряный призёр чемпионата Азии — 2014 год. Гонконг
- Победитель Международного турнира — 2014 год. Россия, Новосибирск
- Чемпионат мира среди молодёжи — 5 место — 2015 год. ОАЭ, Абу-Даби
- Бронзовый призёр Кубка Европы — 2016 год. Венгрия, Пакш
- Чемпион Азии по грэпплингу — 2018 год. Кыргызстан, Бишкек
- Чемпион Кубка Азии по дзюдо — 2018 год. Казахстан, Актау

## Популярность
В 2018 году после Чемпионата Мира по грэпплингу, который проходил впервые в Казахстане (г. Астана) Айгерим Абилкадирова стала первой и единственной чемпионкой мира по грэпплингу. В этом же году Айгерим была участницей в составе проекта «100 новых лиц Казахстана Архивная копия от 10 мая 2020 на Wayback Machine». 
В 2019 году стала самой обаятельной дзюдоисткой Казахстана. А также 2019 году вошла в «ТОП-10 самых красивых спортсменок Казахстана. vesti.kz. Дата обращения: 11 марта 2020. Архивировано 18 марта 2020 года.»

## Общественная деятельность
Айгерим с 2019 года является членом политической партии «Нур Отан».